# Fleischatlas
Der Fleischatlas (Volltitel: Fleischatlas – Daten und Fakten über Tiere als Nahrungsmittel) ist eine Heftreihe, die seit 2013 erscheint und globale Zusammenhänge der industrialisierten Produktion von Fleisch und des Fleischkonsums darstellt. Der Fleischatlas erscheint in zahlreichen Sprachausgaben und Varianten. Die deutsche Ausgabe wird von der Heinrich-Böll-Stiftung, dem BUND und der deutschen Ausgabe der Monatszeitung Le Monde Diplomatique herausgegeben.

## Beschreibung
Die meisten der in Deutschland erschienenen Atlanten haben 52 Seiten Umfang und erscheinen im Format A4. Sie erscheinen jeweils im Januar vor der jeweiligen Internationalen Grünen Woche in Berlin. Sie werden als Zeitungsbeilagen verbreitet oder sind im kostenfreien Direktbezug erhältlich. Die Ausgaben für das Ausland sind wegen der Aufnahme zusätzlicher landesspezifischer Themen umfangreicher. Texte und Grafiken aller Ausgaben stehen unter freien Creative-Commons-Lizenzen und sind damit beliebig nachnutzbar. Zum Welternährungstag 2014 erschien ein kleinformatiger Fleischatlas extra: Abfall und Verschwendung.
Die Autoren des 2021 erschienenen Fleischatlas verdeutlichen auch die Zusammenhänge zwischen der mächtigen Fleischindustrie und der globalen Chemieindustrie, schrieb der Rezensent der Deutschen Welle. „So dominieren einerseits die großen Fleisch- und Nahrungsmittelkonzerne zunehmend den Markt vom Futtermittelanbau, Transport, Schlachtung und Vermarkung und gefährden damit die Existenz von Bauern und kleineren Schlachtereien.“  Aufgezeigt werde auch, „wie für den Futtermittelanbau hochgefährliche und teils verbotene Gifte von den großen Chemiekonzernen exportiert und in vielen Regionen gespritzt werden“.